# 吳邁遠
吳邁遠（？年—474年），南朝宋詩人、元嘉體到永明體時期作家，歷任江州從事、奉朝請，著有《吳邁遠集》一卷，丁福保輯《全漢三國晉南北朝詩》存有吳邁遠樂府詩作品八首、郭茂倩《樂府詩集》收錄《長相思》、《長別離》、《陽春歌》、《飛來雙白鵠》等九首。

## 生平
宋明帝在位時，聽聞吳邁遠很有文采，於是召見他，談話後，宋明帝認為吳邁遠除了會寫文章外，一無是處。
元徽二年（474年），劉休範以清君側之名造反，因吳邁遠曾為劉休範起草檄文，兵敗後受族誅。

## 軼事
吳邁遠有文采，但喜好自誇。每當覺得做出好詩句的時候，就會大聲喊說：「就算是曹植的詩詞，也算不了什麼！」。檀超知道後便笑說：「當年劉修那樣才學淺陋，比不過別人，卻特別喜歡挑剔、批評別人的文章，至於吳邁遠，他有甚麼呢！」
吳邁遠擅長寫樂府贈答，湯惠休自認為他的詩可以算吳邁遠詩的父親（吳邁遠的詩婉轉搖曳，情思體艷，風格與湯惠休極為相似，所以湯惠休才這麼說），吳邁遠將此事詢問謝莊，謝莊調侃回復，認為湯惠休的詩不是他的父親，庶兄比較洽當。

## 相關考證
《詩品》中齊參軍毛伯成、齊朝請吳邁遠、齊朝請許瑤之這一段有誤，錯了兩個時代，毛伯成爲東晉人，故當稱晉參軍，不得稱齊參軍，而吳邁遠是在劉宋時期死亡，事實上也應修正為宋朝請吳邁遠。

## 評價
- 湯惠休：「我詩可為汝詩父。」[9]
- 檀超：「昔劉季緒才不逮于作者，而好抵訶人文章。季緒瑣瑣，焉足道哉，至於邁遠，何為者乎。」[5]
- 劉彧：「此人連絕之外，無所復有。」[5]